# Yên Thịnh, Thái Nguyên
Yên Thịnh là một xã nằm ở phía tây của tỉnh Thái Nguyên, Việt Nam.

## Địa lý
Xã Yên Thịnh có vị trí địa lý:
- Phía đông giáp xã Quảng Bạch và xã Chợ Đồn
- Phía tây giáp tỉnh Tuyên Quang
- Phía nam giáp xã Nghĩa Tá
- Phía bắc giáp xã Nam Cường

Xã Yên Thịnh có diện tích 165,80 km², dân số năm 2025 là 5.476 người. Trên địa bnaf xã có Mỏ chì kẽm Chợ Điền. Tỉnh lộ 255 đi qua địa bàn và sang tỉnh Tuyên Quang. Xã có nhiều khe suối nhỏ với hai hướng chính là chảy về phía bắc về hệ thống sông Gâm và chảy về phía nam xuống hệ thống sông Phó Đáy.

## Lịch sử
Tháng 6 năm 2025, xã Yên Thịnh được thành lập trên cơ sở nhập toàn bộ diện tích tự nhiên, quy mô dân số của xã Bản Thi (diện tích tự nhiên là 64,92 km², dân số là 1.970 người), xã Yên Thịnh (diện tích tự nhiên là 51,12 km², dân số là 1.957 người) và xã Yên Thượng (diện tích tự nhiên là 49,77 km², dân số là 1.549 người) của huyện Chợ Đồn. Trụ sở làm việc của xã nằm tại xã Yên Thịnh cũ.

## Hành chính
Đến năm 2019, xã Yên Thịnh có 10 thôn là Bản Đồn, Nà Dài, Pác Cuồng, Bó Pết, Nà Pját, Phố Cậu, Bản Cậu, Khuổi Lịa, Bản Loàn, Bản Vay.
Xã Bản Thi có tám thôn là Hợp Tiến, Bản Nhượng, Bản Nhài, Thâm Tàu, Phja Khao, Khuổi Kẹn, Kéo Nàng, Phiêng Lằm.
Xã Yên Thượng có 10 thôn là Nà Nhàm, Nà Mền, Pác Cộp, Bản Liên, Bản Bây, Che Ngù, Nà Mòn, Nà Cà, Nà Huống, Nà Khuốt.